# Школа ревности
«Школа ревности» (итал. La scuola de' gelosi) — опера в двух действиях композитора Антонио Сальери, написанная на либретто Катерино Маццола.
Премьера оперы состоялась 28 декабря 1778 года в театре Сан-Моисе в Венеции. Позже, после того как Лоренцо да Понте пересмотрел текст, опера была поставлена во второй версии 22 апреля 1783 года в Бургтеатре в Вене.